# Johan George van Brandenburg-Jägerndorf

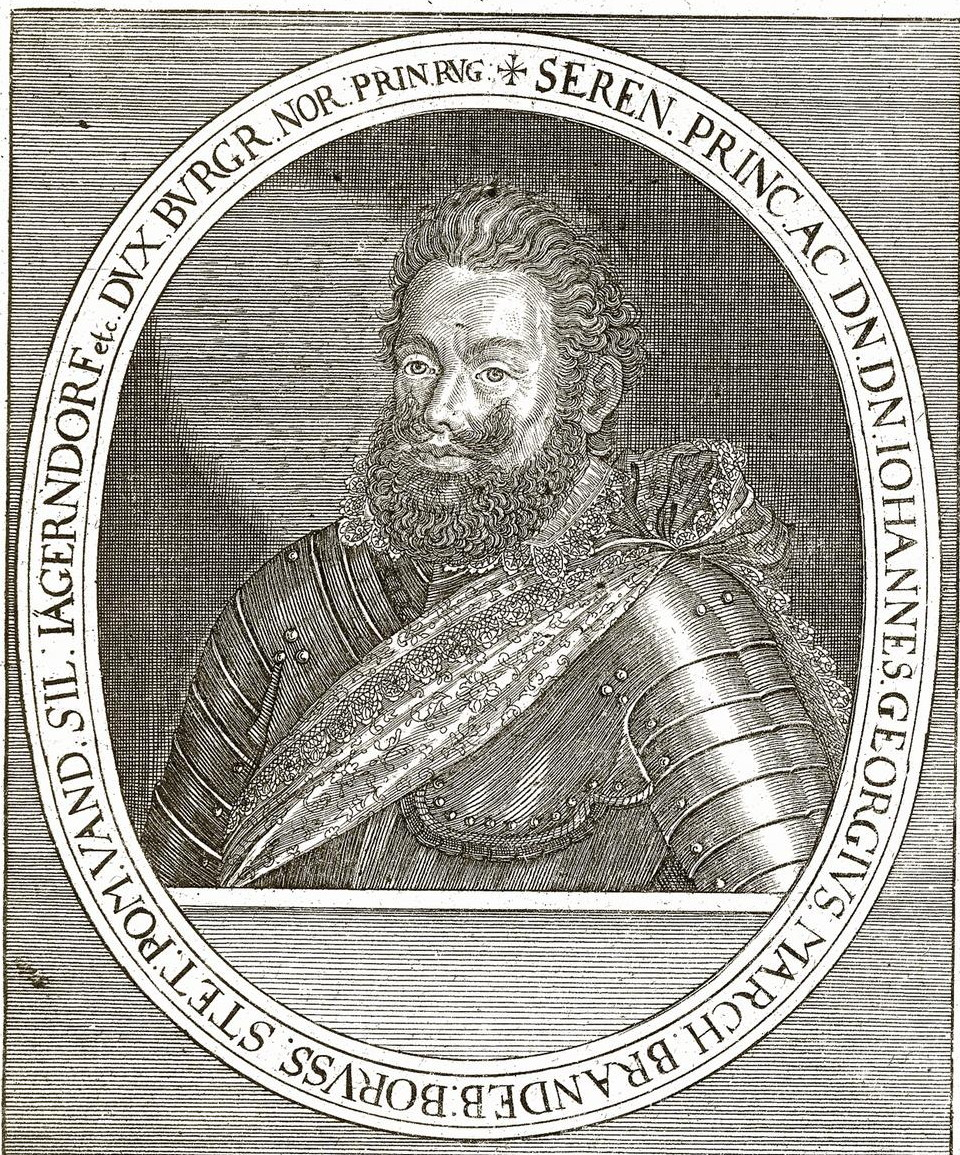
Johan George van Brandenburg-Jägerndorf.

Johan George van Brandenburg-Jägerndorf (Wolmirstedt, 16 december 1577 - Lőcse, 2 maart 1624) was van 1592 tot 1604 diocesaan administrator van het prinsbisdom Straatsburg en van 1607 tot 1622 hertog van Jägerndorf. Hij behoorde tot het huis Hohenzollern.

## Levensloop
Johan George was de tweede zoon van keurvorst Joachim Frederik van Brandenburg en Catharina van Brandenburg-Küstrin. In 1588 werd hij samen met zijn oudere broer Johan Sigismund naar de Universiteit van Straatsburg gestuurd. Daar kwamen beide broers, die lutheraan waren, onder de invloed van het calvinistische onderwijs.
In 1592 werd de vijftienjarige Johan George door het protestantse meerderheid in de kapittel van het prinsbisdom Straatsburg verkozen tot diocesaan administrator van Straatsburg. De katholieke minderheid verkoos echter Karel van Lotharingen tot bisschop. Dit leidde tot de Straatsburgse Bisschoppenoorlog, die twaalf jaar zou duren. De oorlog eindigde op 22 november 1604 met de Vrede van Haguenau. Hierbij moest Johan George het prinsbisdom Straatsburg afstaan aan Karel van Lotharingen, waarbij hij in ruil een schadevergoeding kreeg. 
In 1607 kreeg hij van zijn vader het Silezische hertogdom Jägerndorf toegewezen. Keizer Rudolf II, als koning van Bohemen leenheer van Jägerndorf, weigerde hem echter te benoemen en vroeg de districten Beuthen en Oderberg als onderpand. Nadat de conflicten over het onderpand opgelost werden, werd hij op 17 mei 1618 door keizer Ferdinand II officieel geïnstalleerd als hertog van Jägerndorf. Ook werd hij in 1616 grootmeester van de Hospitaalorde van Sint-Jan in de balije Brandenburg.
Johan George was een van de vijf protestantse leden van de Silezische Staten, die op 25 juni 1609 de Boheemse Staten vervoegden in hun verzoek om meer religieuze tolerantie aan keizer Rudolf II. Op 20 augustus aanvaardde Rudolf het verzoek met zijn Brief van de Koning. Toen in 1618 de Boheemse Opstand uitbrak, steunden de Silezische Staten Bohemen in hun verzet tegen keizer Ferdinand II. In november 1620 werden de Boheemse opstandelingen verslagen in de Slag op de Witte Berg. Hoewel Johan George een eerder beperkte rol speelde in de militaire acties, was hij op 29 januari 1621 de enige Silezische of Boheemse edelman die door Ferdinand II werd afgezet. Hij weigerde zijn afzetting te aanvaarden en stelde een huurlingenleger samen waarmee hij in de Neisse- en de Glatzstreek vocht. Ook sloot hij een alliantie met Gabriël Bethlen, die tot tegenkoning van Hongarije was verkozen, en zorgde hij mee voor diens militaire successen in 1621. Uiteindelijk sloot Johan George in januari 1622 in Nikolsburg vrede met de keizer. Hij bleef echter resideren aan het hof van Gabriël Bethlen, omdat hij verwachtte dat er opnieuw oorlog zou uitbreken. Johan George maakte dit echter niet meer mee: in maart 1624 stierf hij op 46-jarige leeftijd in Hongarije.

## Huwelijk en nakomelingen
Op 3 juni 1610 huwde Johan George met Eva Christina (1590-1657), dochter van hertog Frederik I van Württemberg. Ze kregen vijf kinderen:
- Catharina Sibylla (1611-1612)
- George (1613-1614)
- Albrecht (1614-1620)
- Catharina Sibylla (1615-1615)
- Ernst (1617-1642), titulair hertog van Jägerndorf

- Gemeinsame Normdatei: 101093713
- International Standard Name Identifier: 0000 0000 5526 6210
- Nationale Bibliotheek van Tsjechië: jn20000728338
- Nationale Bibliotheek van Polen: a0000001927581
- Virtual International Authority File: 44661546
- WorldCat: E39PBJjdfDGPgkf3D3GMK4jXBP